# كريم أباد عليا (إسفراين)
كريم‌ أباد عليا (بالفارسية: کریم‌آباد علیا) هي قرية تقع في قسم ميلانلو الريفي (مقاطعة إسفراين) في إيران. يقدر عدد سكانها بـ 154 نسمة .